# Edificio de viviendas de la calle Mayor de Santa Catalina, 2 de Alcira
El edificio de viviendas de la calle Mayor de Santa Catalina, 2 es un edificio de viviendas situado en la esquina de las calles de Santa Catalina y de Santa Lucía, en el municipio de Alcira. Es Bien de Relevancia Local con identificador número 46.20.017-015.

## Historia
Se estima que fue construida hacia 1880, contando con algunos elementos del primer tercio del siglo XX.

## Descripción
Se trata de un edificio de viviendas situado en una esquina. Presenta una composición jerarquizada en vertical, componiéndose de planta baja y dos plantas altas. La distribución de la casa es la conocida localmente como ‘’casa a una mano’’, en la que las estancias se alinean a lo largo de un corredor lateral que acaba en la cocina.
La fachada está rematada por una balaustrada que en el centro presenta un óculo enrejado.
El edificio tiene siete metros de fachada por treinta de profundidad y una altura de diez metros.